# Little River (Kansas)
Little River es una ciudad ubicada en el condado de Rice en el estado estadounidense de Kansas. En el año 2010 tenía una población de 557 habitantes y una densidad poblacional de 696,25 personas por km².

## Geografía
Little River se encuentra ubicada en las coordenadas 38°23′50″N 98°0′41″O / 38.39722, -98.01139 (38.397217, -98.011489).

## Demografía
Según la Oficina del Censo en 2000 los ingresos medios por hogar en la localidad eran de $30,066 y los ingresos medios por familia eran $33,125. Los hombres tenían unos ingresos medios de $26,000 frente a los $20,833 para las mujeres. La renta per cápita para la localidad era de $13,619. Alrededor del 16.8% de la población estaban por debajo del umbral de pobreza.